# Tourenbindung

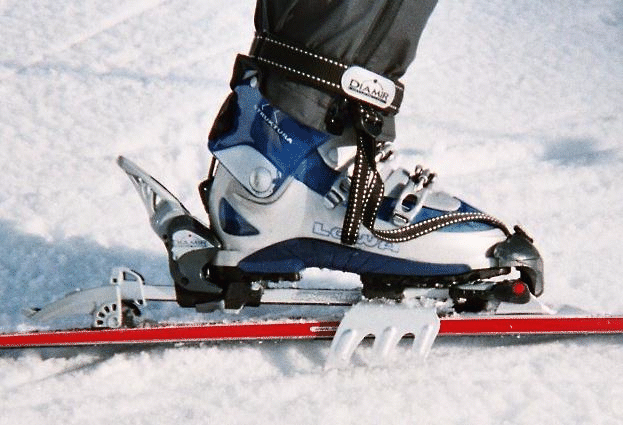
Rahmenbindung mit montiertem Harscheisen (aluminiumfarben)

Eine Tourenbindung ist eine Skibindung für den Tourenski.
Das entscheidende Merkmal einer Tourenbindung ist, dass der Skischuh beim Aufsteigen nur an der Schuhspitze fixiert ist, während die Ferse vertikal frei beweglich ist. Zum Abfahren wird die Ferse ebenfalls fixiert, und die Tourenbindung entspricht ihrer Funktion nach einer üblichen Skibindung.
Heutzutage verfügt eine Tourenbindung über verstellbare Steighilfe, Fangriemen oder Skistopper und eine Vorrichtung zur Befestigung von Harscheisen.

## Entwicklungsgeschichte

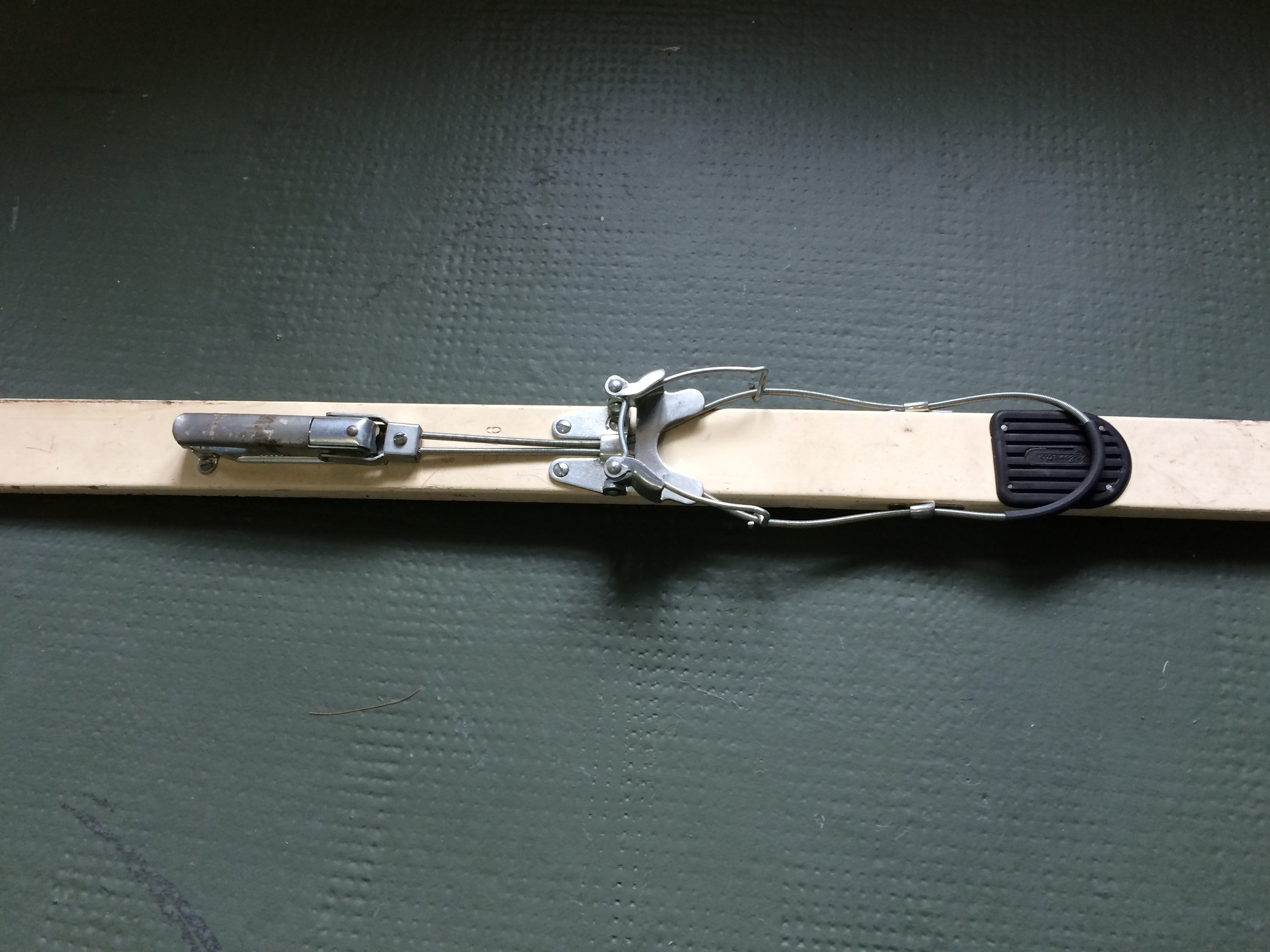
Tourenbindung, entwickelt für den militärischen Skilauf, 1965

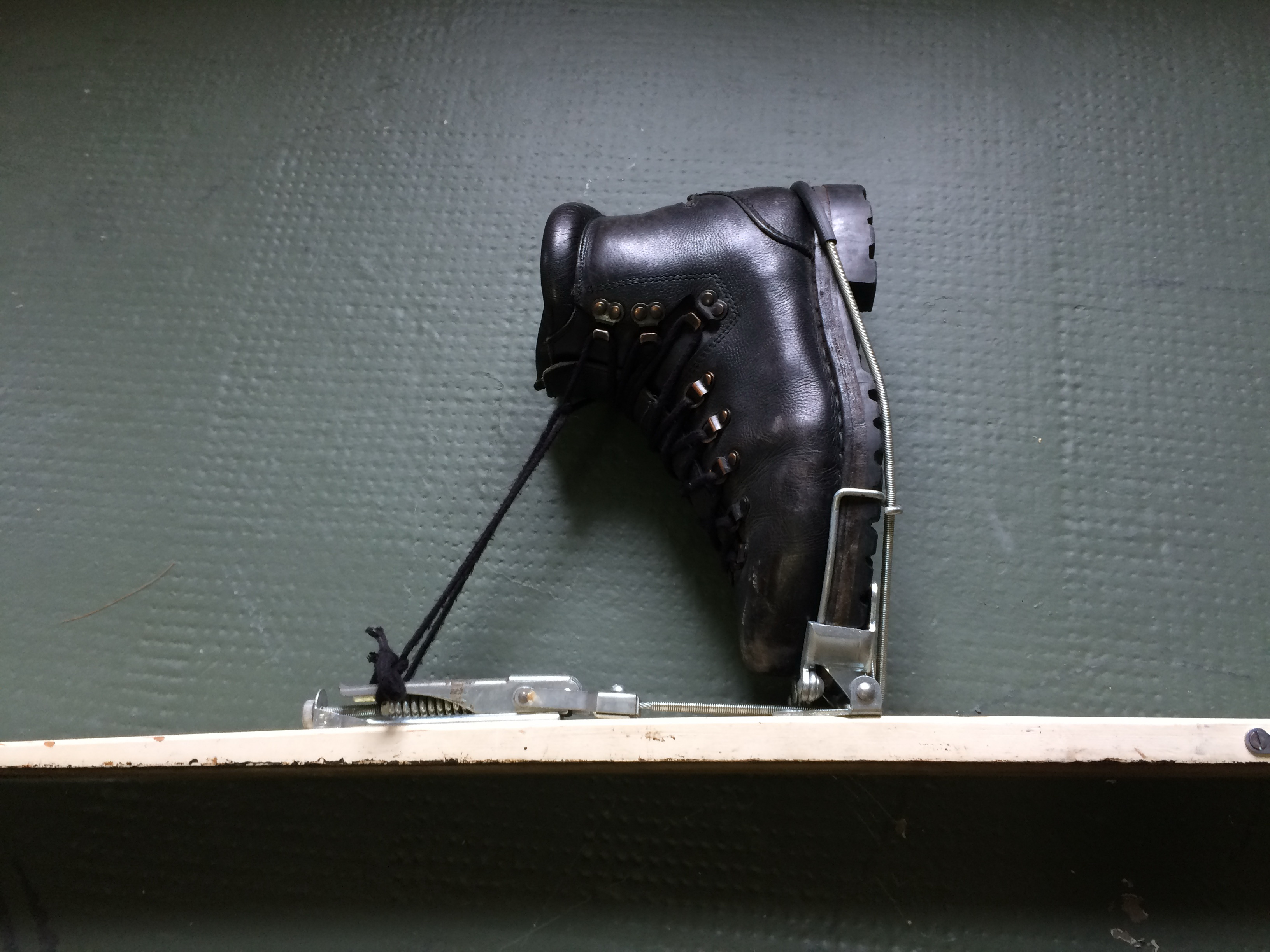
In Gehposition mit 90-Grad-Winkel nach vorn

Die früher bis in die 1960er Jahre üblichen Skibindungen mit Kabelstrammer und Seitenfixierung durch Backen vorn waren automatisch auch Tourenbindungen. Man brauchte nur das Kabel aus einem Tiefzughaken an der Seite zu lösen. 
Die Hausleithner-Bindung, 1965 entwickelt für den militärischen Skilauf von Andreas Hausleithner - Techn. Angestellter an der Gebirgs- und Winterkampfschule -, hergestellt von der Heinrich Wunder KG in Dachau, war die erste Tourenbindung, die den 90-Grad-Winkel für bequemes Gehen und durch ihren Drahtbügel-Backen die Verwendung nahezu jedes stabileren Bergschuhs ermöglichte. Nach erfolgreichem Test auf der Haute Route im Mai 1966 erhielt sie ihren zivilen Namen Silvretta Saas-Fee. Eine Weiterentwicklung mit angenieteter Platte erleichterte ab 1967 die Führung des Ski wesentlich. Dieses Modell firmierte bei den Gebirgsjägern unter der Bezeichnung „Einheitsbindung“. Bei den in dieser Zeit im gesamten Alpenraum entstehenden internationalen Wettkämpfen im Skibergsteigen war dieses Modell bis in die 1970er Jahre „der Renner“.
Tourenbindungen als spezielle technische Herausforderungen gibt es erst, seitdem in den 1960er Jahren die ersten Fersenautomaten entwickelt wurden. Lusser und Marker gaben als erste den Fersenautomaten etwas Spiel nach oben mit (6–8 cm). Andere bauten den Fersenautomaten an eine biegsame Platte, die ebenfalls etwas Spiel nach oben zuließ.
Die ersten Tourenbindungen, die nach heutigem Verständnis brauchbar waren und sich auch für Hartschalenskischuhe eigneten (die in den 1970er Jahren aufkamen), waren Iser und Vinersa ab 1972. Diese beiden montierten Vorderbacken und Fersenautomaten auf eine durchgehende Platte und ordneten den Vorderbacken um eine Querachse drehbar an. Damit wurden wieder 90-Grad-Winkel möglich.
Die Sicherheit beim Auslösen hing aber bei diesen beiden Fabrikaten noch vom Schuh ab, insbesondere die Profilsohle von Tourenskischuhen war problematisch. Dies Problem war nur mit Plattenbindungen zu lösen, wo der Schuh an einer Platte oder einem Gestell fixiert bleibt, das sich wiederum vom Ski löst. Die Silvretta 400 im Jahre 1978 war die erste und bis heute vielbenutzte Bindung dieser Art, andere frühe (und bis heute aktuelle) Lösungen kamen von dem amerikanischen Hersteller Ramer und dem Schweizer Fritschi.

## Moderne Bindungen

### Rahmenbindung
Bei einer Rahmenbindung wird der Skischuh in eine Konstruktion eingespannt, die mit beiden Backen (vorn und hinten) verbunden ist. Im Aufstiegsmodus kann der Rahmen an der Ferse gelöst werden, sodass der Fuß für das Tourengehen frei beweglich ist. Im Abfahrtsmodus wird der Rahmen fixiert, sodass die Bindung wie eine klassische Alpinbindung funktioniert.

### Pin-Bindung

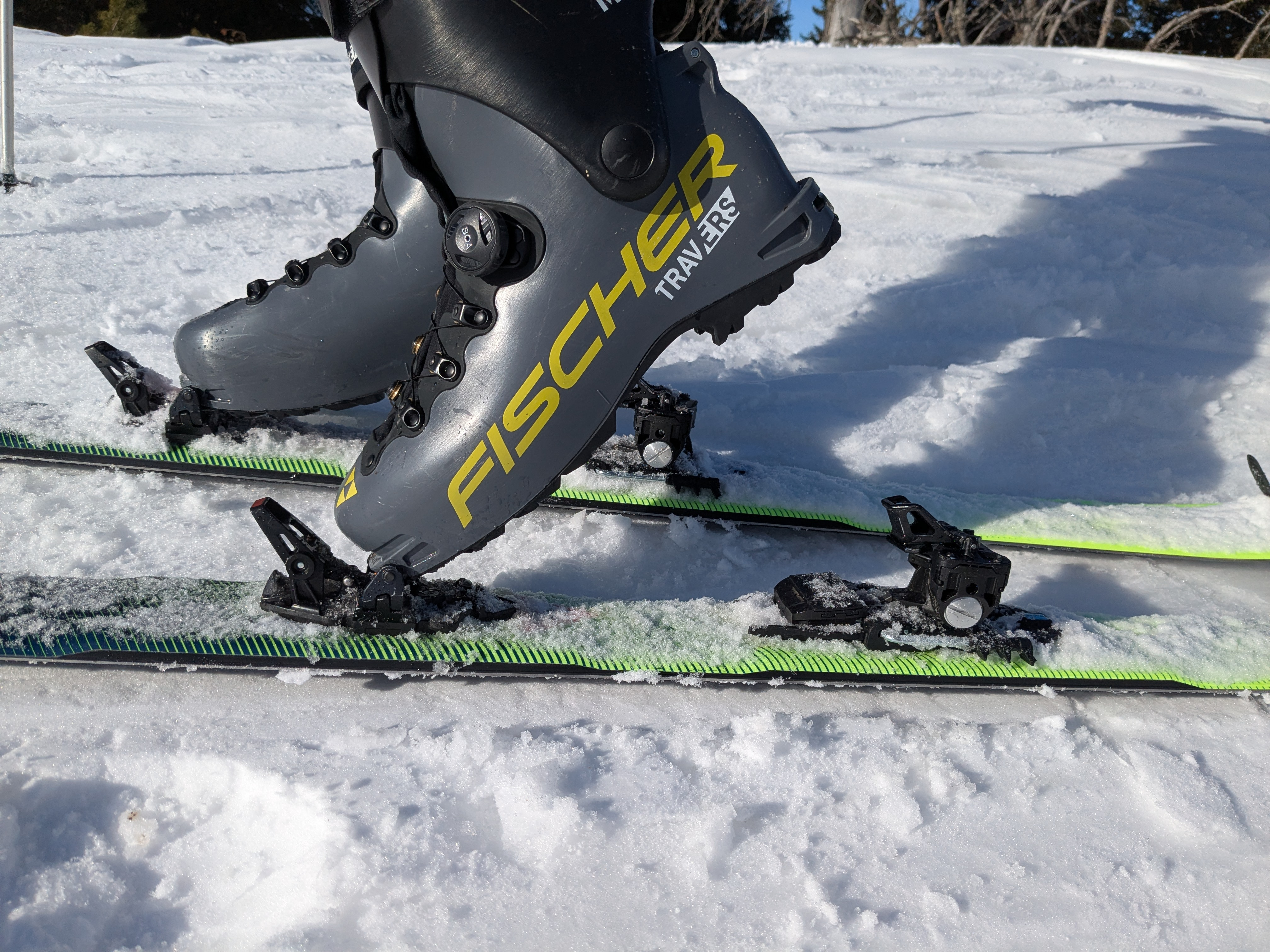
Moderne, rahmenlose Pin-Bindungen zeichnen sich durch ein geringes Gewicht aus

Eine neuere Entwicklung sind Schuhe, die Teile der Funktion der Bindung übernehmen, sodass kein Rahmen oder Platte mehr mit dem Schuh angehoben werden muss und dadurch eine große Gewichtsreduktion möglich ist. Die Idee stammt vom Tiroler Fritz Barthel, der im Jahre 1983 ein Vorläufer der heutigen Pin-Bindung zum Patent anmeldete. Im Jahre 1986 folge das Patent auf die als Dynafit-Bindung bekannte Pin-Bindung. Haltestifte greifen in die Schuhsohle ein und stellen den Drehpunkt dar. Bis zum Jahre 2016 lag das Patent bei Dynafit, seit diesem Zeitpunkt bieten mehrere Hersteller Pin-Bindungen an. Diese sind sogar TÜV zertifiziert mit Seitauslösung der Vorderbacken.